# Nataša Mićić
Nataša Mićić (Užice, 1965.), srbijanska je političarka
Nataša Mićić je bivša predsjednica Skupštine Srbije (6. prosinca 2001. – 4. veljače 2004.) i bivša vršiteljica dužnosti predsjednika Srbije (29. prosinca 2002. – 4. veljače 2004.). 
Na izvanrednim parlamentarnim izborima, siječnja 2007. godine, izabrana je za jednog od 15 zastupnika Liberalno-demokratske partije Čedomira Jovanovića.
Po zanimanju je diplomirana pravnica.

## Državne funkcije
- Predsjednik Skupštine Srbije (prosinac 2001. - veljača 2004.)

## Vanjske poveznice
- Nataša Mićić, »Zašto je Srbiji potrebna Herta Miler  Arhivirana inačica izvorne stranice od 24. prosinca 2017. (Wayback Machine)«, Autonomija: portal građanske Vojvodine (prema objavi na portalu Danas.rs), 28. listopada 2017.